# Рахимов, Абдусалом Рахимович
Абдусало́м Рахи́мович Рахи́мов (тадж. Абдусалом Рахимович Рахимов; 9 ноября 1917, Ходжент, Советская Россия — 5 января 1999) — советский и таджикский актёр и режиссёр театра и кино. Народный артист Таджикской ССР (1962).

## Биография[2]
Родился 9 ноября 1917 в Ходженте, РСФСР.
Окончил актёрские курсы при Сталинобадской киностудии (1936), актёрский факультет ГИТИСа (1941), историко-филологический факультет Таджикского университета.
С 1937 года — администратор, с 1939 года — редактор и актёр Сталинабадской киностудии. Актёр и режиссёр Театра им. А. Лахути (в 1943—1945 гг. — Театра им. Маяковского). С 1950 года — актёр и завлит, с 1953 года — художественный руководитель Таджикской филармонии, с 1956 года — актёр и режиссёр киностудии «Таджикфильм».
Народный артист Таджикской ССР (1962).
Ушёл из жизни 5 января 1999 года.

## Фильмография

### Актёр
- 1955 — Крушение эмирата — Курбан-Саидов
- 1959 — Судьба поэта — Муроди
- 1960 — Операция «Кобра» — эпизод
- 1961 — Зумрад — декан
- 1963 — Двенадцать часов жизни — Умаров
- 1966 — Смерть ростовщика — судья (нет в титрах)
- 1968 — Сыны отечества — узник концлагеря
- 1970 — Взлётная полоса — директор телефикации
- 1971 — Рустам и Сухраб — Гождехем
- 1973 — Ткачихи — эпизод
- 1974 — Одной жизни мало — отец Саттара
- 1975 — Это было в Межгорье
- 1977 — Первая любовь Насреддина — Ильяс, лекарь
- 1979 — Встреча в ущелье смерти – эпизод
- 1980 — Контрольная полоса — эпизод
- 1981 — Любовь моя – революция (телеспектакль) — Турсунбай
- 1981 — Мир вашему дому — Бобо-Нияз
- 1982 — Сегодня и всегда
- 1983 — Приключения маленького Мука — слуга короля
- 1985 — Джура - охотник из Мин-Архара
- 1986 — Дополнительный прибывает на второй путь — Искандаров, пассажир
- 1989 — Невероятный случай

### Режиссёр
- 1961 — Зумрад (совместно с Александром Давидсоном)
- 1963 — Двенадцать часов жизни
- 1967 — Под пеплом огонь
- 1972 — Звезда в ночи
- 1975 — Краткие встречи на долгой войне
- 1983 — На перевале не стрелять! (совместно с Мукадасом Махмудовым)

## Награды и звания
- 1945 — Медаль «За доблестный труд в Великой Отечественной войне»
- 1949 — Орден Трудового Красного Знамени
- 1954 — Медаль «За трудовую доблесть»[3]
- 1955 — пять почётных грамот Президиума Верховного Совета Таджикской ССР; почётная грамота Президиума Верховного Совета Узбекской ССР
- 1957 — Орден «Знак Почёта»
- 1962 — почётное звание «Народный артист Таджикской ССР»
- 1977 — Орден Дружбы народов